# Phare de Punta Canabal
Pour les articles homonymes, voir Canabal.
Le phare de Punta Canabal (ou phare da Porta) est un phare situé sur l'île médiane des îles Cies dans l'embouchure des Rías Baixas, appartenant à la commune de Vigo, dans la province de Pontevedra (Galice en Espagne).
Il est géré par l'autorité portuaire de Vigo .

## Histoire
Les Îles Cíes (l'île du Nord, appelée Monteagudo, l'île médiane, appelée Do Faro, et l'île du Sud, San Martiño) ont été déclarées Réserves naturelles en 1980, et font partie du Parc national des Îles Atlantiques de Galice, créé en 2002. Plusieurs phares se trouvent sur les îles Cies.
Le phare de Punta Canabal, sur l'île Do Faro, est une tourelle cylindrique, en deux étages, de 10 m de haut. L'édifice est peint en blanc avec un liseré bleu à l'extrémité de chaque tronçon. Le feu est monté sur un mât court, au-dessus de la galerie.L'accès à celle-ci se fait par un escalier extérieur. Le feu fonctionne à l"énergie solaire alimenté par un panneau photovoltaïque. Il émet, à une hauteur focale de 63 m, un groupe de 3 éclats blancs, toutes les 20 secondes, visible jusqu'à 18 km. Érigé au sud de l'île, il marque le passage entre l'île médiane et l'île du sud San Martiño.
Identifiant : ARLHS : SPA201 ; ES-04745 - Amirauté : D1886 - NGA : 2924.
|          |
| Le phare |

|           |
| Îles Cies |

### Lien connexe
- Liste des phares d'Espagne